# 学习型社会
学习型社会以相应的机制与手段促进和保障全民学习和终身学习的社会，基本特征是个人善于不断学习，并形成全民学习，终身学习，积极向上的社会风气。